# Maximum Perversum
Maximum Perversum ist eine deutsche pornografische Hardcore-Videofilm-Reihe des Regisseurs Harry S. Morgan. Der erste Teil erschien 1987; von der bei dem Essener Videoanbieter Videorama erscheinenden Reihe sind in Deutschland bis März 2006 97 Teile erschienen. 1997 erhielt Morgan unter anderem für diese Reihe den Venus Award als bester Regisseur einer Videofilm-Reihe, 2001 und 2004 als bester deutscher Regisseur.

## Hintergrund
Anders als bei seiner Reihe Teeny Exzesse durchziehen Sexualpraktiken wie das Urinieren oder Fisting die gesamte Reihe und werden nicht im Verlauf der Serie abgeschwächt. Das Drehbuch wird zumeist von Georg Scheu verfasst. Eine abgeschwächte Variante der Serie ist die Reihe Joker vom selben Regisseur.

## Besetzung
Cast und Crew variieren in der Reihe nur gelegentlich. Besonders die männlichen Darsteller sind größtenteils professionelle Pornodarsteller wie Conny Dachs, David Perry, Richard Langin und Robert Rosenberg. Anders als bei ihren männlichen Kollegen gibt es kaum Darstellerinnen, die in mehr als einem oder zwei Teilen der Serie mitwirken. Vielfach treten in der Reihe Darstellerinnen und männliche Darsteller auf, die aus Produktionen des schwedischen Private-Studios bekannt sind. In den letzten Jahren stammten die Schauspielerinnen meist aus osteuropäischen Ländern.

In der Reihe waren zwischenzeitlich auch bekannte Darstellerinnen zu sehen, beispielsweise
- Dolly Buster in Maximum Perversum 11: Bizarres Verlangen (1989)
- Tabatha Cash in Maximum Perversum 29: Gierige Spalten	(1992)
- Draghixa Laurent in Maximum Perversum 36: Mit Faust und Schwanz (1993), Maximum Perversum 42: Doppel-Loch (1994)
- Rebecca Lord in Maximum Perversum 36: Mit Faust und Schwanz (1993)
- Gina Wild in Maximum Perversum 65: Junge Fotzen, hart gedehnt (1999)
- Renee Pornero in Maximum Perversum 76: Harte Touren (2002), Maximum Perversum 77: Arsch auf ich will kommen (2002), Maximum Perversum 79: Sündiges Pflaster (2003), Maximum Perversum 80: Versaut (2003)
- Kyra Shade in Maximum Perversum 77: Arsch auf ich will kommen (2002), Maximum Perversum 83: Full Service (2004)
- Sharon da Vale in Maximum Perversum 77: Arsch auf ich will kommen (2002)
- Vivian Schmitt in Maximum Perversum 86: Lust-Objekte (2005)
- Leonie Saint in Maximum Perversum 87: Tropfnass (2005), Maximum Perversum 88: Skandal Report (2006)
- Sexy Susi in Maximum Perversum 90: Extrem (2007), Maximum Perversum 93: Heisser Quellsekt – harter Faustfick (2010), Maximum Perversum 96: Total Versaut (2011)
- Lena Nitro in Maximum Perversum 94: Puffgeschichten (2010)
- Kitty Blair in Maximum Perversum 98: Brand-heiss (2012).